# Scott McDonald (voetballer)
Scott Douglas McDonald (Melbourne, 21 augustus 1983) is een Australisch voetballer die als aanvaller speelt.

## Carrière
Hij begon zijn carrière bij  Morwell Falcons uit Australië en werd in 2000 naar Engeland gehaald door Southampton FC. In 2004 kwam hij bij Motherwell FC terecht waar hij in 109 wedstrijden 44 maal scoorde. Door dat succes werd hij naar Celtic gehaald in 2007 waar hij topscorer was in de Scottish Premier League met 15 doelpunten in 20 wedstrijden.